# وكالة الفضاء الإفريقية
وكالة الفضاء الإفريقية (بالإنجليزية: African Space Agency)‏ هي منظمة فضائية إقليمية أنشأها الاتحاد الإفريقي لتعزيز التعاون بين السياسات الفضائية للدول الأعضاء في الاتحاد الإفريقي. اعتمد الاتحاد الإفريقي استراتيجية فضائية في عام 2016 ووافق على النظام الأساسي الذي تقوم عليه الوكالة في عام 2018. وفي عام 2019، تم إعلان مصر الدولة المضيفة، وتم إنشاء المنظمة في يناير 2023 بموجب اتفاقية بين مصر والاتحاد الإفريقي. وسيتم استضافة المقر الرئيسي لوكالة الفضاء الإفريقية في القاهرة إلى جانب وكالة الفضاء المصرية.

## تاريخ
ظهرت العديد من المبادرات الفضائية غير المترابطة فيما بين مختلف بلدان الاتحاد الإفريقي. كانت المنظمة الإقليمية الإفريقية للاتصالات الفضائية (RASCOM) مبادرة إقليمية مبكرة،:168انطلقت عام 1992 بمشاركة 45 عضوًا:10وحققت نجاحًا محدودًا،:3 وفي النهاية تم إطلاق قمر صناعي واحد في عام 2007 وآخر في عام 2010. وقد أنشئ مركزان إقليميان إفريقيان لتدريس علوم وتكنولوجيا الفضاء في عام 1998، مركز باللغة الإنجليزية في نيجيريا وآخر باللغة الفرنسية في المغرب.:144تم اقتراح مشروع مشترك لكوكبة الأقمار الصناعية لإدارة الموارد الإفريقية (ARM) في عام 2000 تقريبًا،:143وتأسست عام 2003 من قبل الجزائر وكينيا ونيجيريا وجنوب إفريقيا.:10وتم الاتفاق على الشراكات الرسمية الأولى في عام 2009. ثم أطلقت نيجيريا (NigSat-2) بهدف أن يكون جزءًا من هذه الكوكبة.:143كانت أولى وكالات الفضاء الوطنية بين دول الاتحاد الإفريقي هي الوكالة الوطنية للبحوث والتطوير الفضائي في نيجيريا، والوكالة الفضائية الجزائرية، والوكالة الوطنية الجنوب إفريقية للفضاء. عملت جميعها في أوائل القرن الحادي والعشرين، جنبًا إلى جنب مع برامج الفضاء من دول أخرى.:142
بدأت المناقشات حول إنشاء وكالة فضاء إفريقية في هذه الفترة تقريبًا.:142وكلن التخطيط مستوحى من وكالة الفضاء الأوروبية (ESA). وقد أدرجت فكرة إنشاء مثل هذه الوكالة الفضائية في الخطة الاستراتيجية للاتحاد الإفريقي للفترة 2009-2012.:168وقد وجه إعلان صدر في أغسطس 2010 عن المؤتمر الثالث لوزراء الاتحاد الإفريقي المسؤولين عن الاتصالات وتكنولوجيا المعلومات مفوضية الاتحاد الإفريقي إلى النظر في تطوير مثل هذه الوكالة إلى جانب سياسة مخصصة للفضاء. وقد تم دعم الفكرة في الشهر التالي في بيان مشترك مع المفوضية الأوروبية.:142وقد نصّ بيان سبتمبر 2011 الصادر عن مؤتمر القيادة الأفريقية حول علوم وتكنولوجيا الفضاء من أجل التنمية المستدامة على أن التعاون يمكن أن يحدث قبل إنشاء مؤسسة إفريقية.:144وكرّر اجتماع عقده نفس مؤتمر وزراء الاتحاد الغفريقي في عام 2012 الدعوة إلى وضع سياسة فضائية للاتحاد الإفريقي.:169تم اقتراح اسم (AfriSpace) في هذا الوقت. وبحلول عام 2014، تم وضع مسودة السياسة.
تم اعتماد سياسة واستراتيجية الفضاء الإفريقية في يناير 2016.:9وواصل الاتحاد الإفريقي مناقشة التطورات مع وكالة الفضاء الأوروبية. كما التقى المسؤولون مع وكالة الاتحاد الأوروبي لبرنامج الفضاء. خلال عام 2016، كان هناك 20 وكالة وإدارة فضاء مدنية وطنية.:7 وكانت هناك بعض الآراء التي ترى أن إنشاء وكالة لعموم إفريقيا سيكون سابق لأوانه، مع إمكانية تحقيق نتائج أفضل بدلاً من ذلك من خلال التركيز على زيادة التعاون بين هذه الوكالات الوطنية.:145
تم اعتماد النظام الأساسي لوكالة الفضاء الإفريقية في يناير 2018.:9وجاءت العروض لاستضافة الوكالة من مصر وإثيوبيا وناميبيا ونيجيريا. وصل عرض من غانا بعد فوات الأوان، وسحبت ناميبيا عرضها في وقت لاحق. شهدت قمة الاتحاد الإفريقي الثانية والثلاثين التي عُقدت في فبراير 2019 صدور قرار لإنشاء مقر للوكالة يكون مقره في مصر. وكان من المقرر أن تبدأ العمليات في عام 2022.:3–4 دعمت مصر عرضها بالتعهد بمبلغ 10 مليون دولار إلى الوكالة.:4–5بعد هذا القرار، تم تأجيل البرنامج، بسبب المخاوف بشأن توافر الميزانية والفوائد المباشرة التي تعود على البلدان الأخرى.
تم توقيع اتفاقية نهائية مع الدولة المضيفة مصر في 24 يناير 2023، حيث وافقت الدولة على تسليم المبنى النهائي للمؤسسة بحلول نهاية العام. سيتم افتتاح الوكالة على ثلاث مراحل طوال عام 2023.
اعتبارًا من تشكيل الوكالة في أوائل عام 2023، كانت الدول الإفريقية تسيطر على أقل من 50 قمرًا صناعيًا. وكان معظمها ينتمي إلى الجزائر وأنغولا ومصر وكينيا والمغرب ونيجيريا وجنوب إفريقيا.

## الموقع
تم بناء المقر الرئيسي في القاهرة الجديدة، بجانب وكالة الفضاء المصرية، الواقعة بالقرب من العاصمة القاهرة. يهدف هذا الموقع إلى دعم المباني الأخرى ذات الصلة بالفضاء، بما في ذلك المباني البحثية ومصانع تصنيع الأقمار الصناعية.:7
ومن المتوقع إنشاء جامعة إفريقية لعلوم وتكنولوجيا الفضاء في جنوب إفريقيا لدعم وكالة الفضاء الإفريقية، على الرغم من تعثر هذه المبادرة.:4

## الأهداف
تأسست الوكالة رسميا لتعزيز التعاون والتنسيق في مجال السياسات والاستراتيجيات داخل الدول الأعضاء في الاتحاد الإفريقي. ومن المفترض أن يكون لها دور تنسيقي، بدلاً من المشاركة بشكل مباشر في إنتاج الأقمار الصناعية وإطلاق الفضاء.
يُنظر إلى إنشاء الوكالة على أنه مساهمة إيجابية في رؤية إفريقيا 2063، حيث تعد سياسة واستراتيجية الاتحاد الإفريقي الفضائية واحدة من 15 برنامجًا رئيسيًا ضمن جدول الأعمال.

## روابط خارجية
- النظام الأساسي لوكالة الفضاء الأفريقية (بالعربية) (بلغات أخرى)
- سياسة الفضاء الإفريقية، الاتحاد الإفريقي (2016) (بالإنجليزية)
- استراتيجية الفضاء الإفريقية، الاتحاد الإفريقي (2019) (بالإنجليزية)